# Parinya Utapao
Parinya Utapao (Thai: ปริญญา อู่ตะเภา; * 30. Januar 1988 in Ratchaburi), auch unter dem Namen Pin (Thai: ปิ่น) bekannt, ist ein thailändischer Fußballspieler.

## Karriere
Seinen ersten Vertrag unterschrieb Parinya Utapao beim damaligen Erstligisten Nakhon Pathom United FC, einem Verein, der in Nakhon Pathom beheimatet ist. 2011 wechselte er zum damaligen Zweitligisten Chainat Hornbill FC. Mit dem Verein stieg er 2011 in die erste Liga auf. 2014 wurde er zum Zweitligisten Nakhon Ratchasima FC nach Nakhon Ratchasima ausgeliehen. Mit dem Verein stieg er nach Ende der Saison in die Thai Premier League auf. Nach der Ausleihe kehrte er nach Chainat zurück. 2016 stieg er mit Chainat in die zweite Liga ab. Nach einem Jahr in der zweiten Liga stieg man direkt wieder in die erste Liga auf. Ende 2019 musste er mit Chainat zum zweiten Mal in die zweite Liga absteigen. Nach über 100 Spielen für Chainat wechselte er im Mai 2021 zum Erstligaabsteiger Sukhothai FC. Am Ende der Saison 2021/22 feierte er mit dem Verein aus Sukhothai die Vizemeisterschaft und den Aufstieg in die erste Liga. Nach insgesamt 29 Ligaspielen wechselte er nach der Hinrunde 2022/23 im Januar 2023 zum Zweitligisten Nakhon Pathom United FC. Am Ende der Saison 2022/23 feierte er mit Nakhon Pathom die Meisterschaft und den Aufstieg in die erste Liga. Nach insgesamt 24 Ligaspielen wurde sein Vertrag im Juni 2024 nicht verlängert. Im gleichen Monat unterschrieb er einen Vertrag beim Zweitligisten Kanchanaburi Power FC. Am Ende der Saison 2024/25 belegte er mit dem Verein den vierten Tabellenplatz und qualifizierte sich somit für die Play-off-Spiele zur ersten Liga. Im Halbfinale konnte man sich gegen den fünftplatzierten Mahasarakham SBT FC durchsetzen. Im Finale traf man auf den Phrae United FC. Das Hinspiel im eigenen Stadion gewann man mit 3:2. Das Rückspiel endete 2:2. Kanchanaburi gewann mit insgesamt 5:4 und stieg somit in die erste Liga auf.

## Erfolge
Nakhon Ratchasima FC
- Thailändischer Zweitligameister: 2014  ▲

Chainat Hornbill FC
- Thailändischer Zweitligameister: 2017  ▲
- Thailändischer Pokalsieger: 2016
- Thailändischer Pokalfinalisr: 2011

Sukhothai FC
- Thailändischer Zweitligavizemeister: 2021/22  ▲

Nakhon Pathom United FC
- Thailändischer Zweitligameister: 2022/23  ▲